# Kochia krylovii
Kochia krylovii är en amarantväxtart som beskrevs av Dmitrij Litvinov. Kochia krylovii ingår i släktet Kochia och familjen amarantväxter. Inga underarter finns listade i Catalogue of Life.